# Valentin Ritter
Valentin Ritter (* 10. Februar 1522; † 25. November 1586) war mehrmaliger Görlitzer Bürgermeister, der am 24. Juni 1575 in den Adelsstand erhoben wurde.

## Leben
Valentin Ritter war der Sohn eines Peter Ritter, Rektor „der alten Görlitzer Schule“. Peter war gegen 1520 (in Aesticampianus’ „letzten Lebenstagen“) Schüler und Famulus von Johannes Aesticampianus und Philipp Melanchthon. Daher ist wohl Valentins Geburtsdatum nach diesem Zeitpunkt anzusetzen. Bartholomäus Scultetus überliefert neben dem Geburtstag, 10. Februar, folgende Notiz zu seinem Alter bei seinem Tod: „Valentinus Ritter moritur annis completis 64. mens. 9. D. 15. H 3. I. 30.“, womit sich auf den 10. Februar 1522 zurückrechnen lässt.
Nach seinen eigenen Angaben war Valentin Ritter ein Enkel Peter Frenzels, eines Onkels des reichen Hans Frenzels. Des letzteren Autobiographie schrieb Valentin ab, Christian Speer schrieb wiederum zur Abschrift eine Edition. Eine weitere Abschrift gibt es (unter anderem) von Valentin Ritters gleichnamigem Sohn.
Valentin heiratete vor 1561 Anna Gehler. Zwischen 1563 und 1583 wurde er in regelmäßigen Abständen von jeweils vier Jahren insgesamt sechs Mal Bürgermeister von Görlitz.
Aus seiner Ehe mit Anna Gehler entstammte am 1. Juni 1561 in Görlitz der schon erwähnte Sohn Valentin († 22. Januar 1597). Eine Tochter Valentins namens Elisabeth heiratete im Jahr 1590 Hans Emmerich. Ein weiterer Sohn Heinrich war im Jahr 1619 Görlitzer Bürgermeister. Er heiratete am 17. Oktober 1608 Sebastian Hoffmanns Tochter Anna.

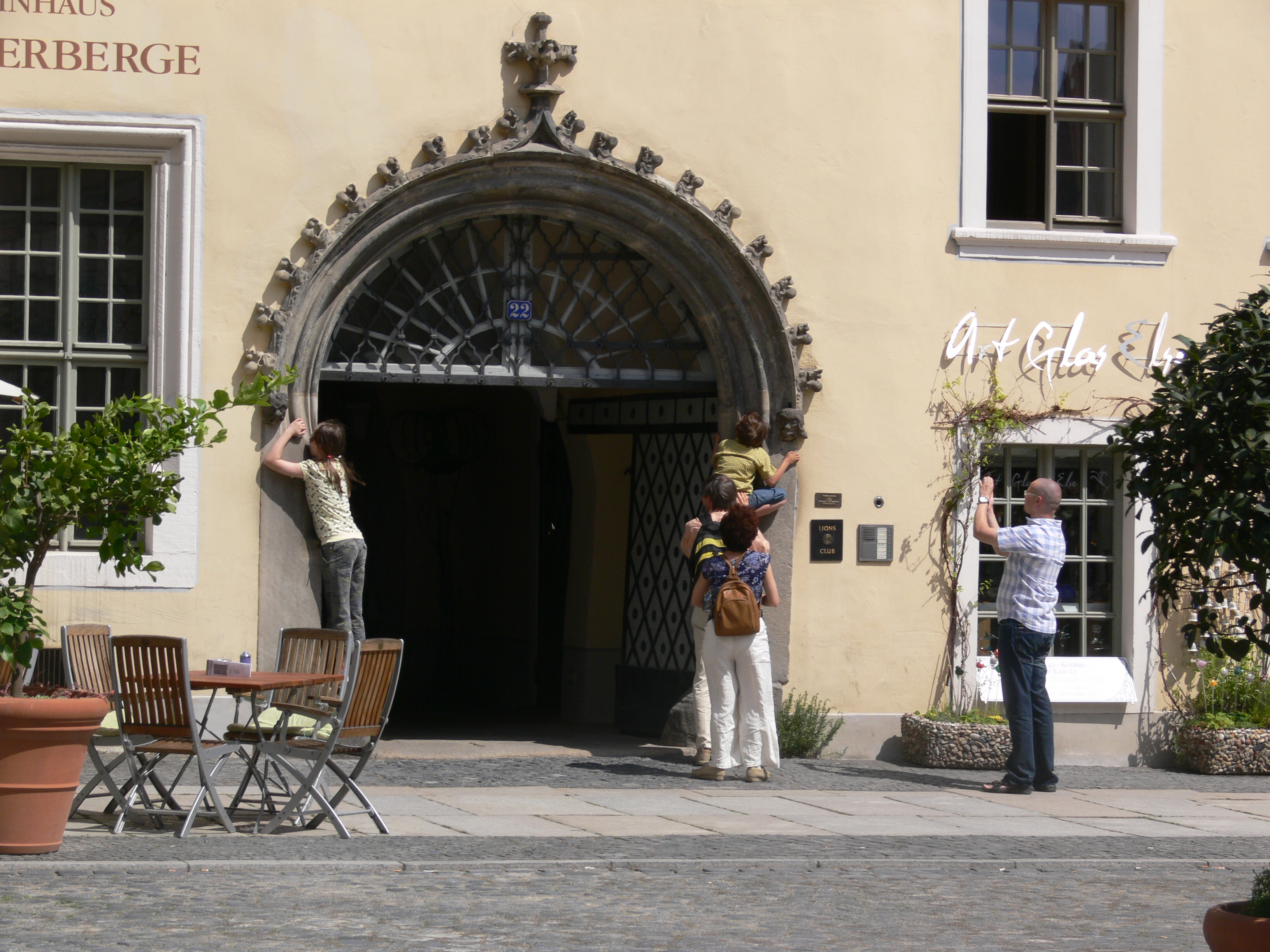
Untermarkt 22

Valentin Ritter bewohnte in seinen letzten drei Lebensjahren (seit 1583) das Haus am Untermarkt 22 mit dem sogenannten Flüsterbogen.